# Relevage (musique)
Pour les articles homonymes, voir Relevage.
Le relevage est la révision d'un orgue par un facteur d'orgue.

## Présentation
Cette opération devrait s'effectuer pour un parfait état de marche de l'orgue tous les 10 ans environ.
Elle comprend plusieurs opérations :
- Dépose de toute la tuyauterie de l'instrument ;
- Dépoussiérage (soufflage) des tuyaux ;
- Révision des sommiers (bouchage des fuites) ;
- Révision de la mécanique (réglages) ;
- Correction des éventuels dysfonctionnements ;
- Remise en place des tuyaux ;
- Remise en harmonie des tuyaux (sans modification de celle-ci) ;
- Accord général de l'instrument.